# Pandur I
Pandur I (Пандур I) — австрийский колёсный бронетранспортёр компании SSF (сокр. Steyr Spezial Fahrzeuge GmbH).
Боевая машина названа в честь пандуров.

## На вооружении
- Австрия — 71 Pandur I, 60 Pandur EVO по состоянию на 2024[1];
- Бельгия — 30 Pandur Recce по состоянию на 2024 год[2];
- США — 50 машин армии США, изготовленных компанией AV Technology International;
- Кувейт — 70 машин шести модификаций Национальной гвардии Кувейта;
- Словения — 65 Pandur 6x6 (Valuk) по состоянию на 2024 год[3];
- Португалия — 260 машин, изготовленных по лицензии в 2005 году;
- Украина — 20 Pandur 6x6 (Valuk) по состоянию на 2024 год[4].